# Покращена снайперська гвинтівка M2010
M2010 Enhanced Sniper Rifle (ESR), раніше відома як XM2010 та M24 Reconfigured Sniper Weapon System, снайперська гвинтівка, яку розробила PEO Soldier для армії США. Вона була розроблена на базі та для заміни снайперської системи M24. Конструкція була розроблена так, щоб дати можливість снайперам вести вогонь на далекі відстані в гірській та пустельній місцевості під час війни в Афганістані. Після перемоги в конкурсі, компанія Remington отримала контракт на виробництво до 3600 одиниць зброї. Армія очікувала відправки оновленої зброї снайперам наприкінці 2010 року, але пізніше очікувалося, що поставка відбудеться в січні 2011 року. Гвинтівка M2010 стріляє набоями .300 Winchester Magnum (7,62×67мм), що приблизно на 50 відсотків більш ефективне по дальності ніж набій для M24 7,62×51 мм НАТО. Використовувати такий патронник для заряджання більшими набоями став можливим оскільки M24 була розроблена для використання "великого затвора" для ствольної коробки Remington 700 під набої загальною довжиною до 3,34 дюйма (84,84 мм).

## Історія
Гвинтівка Barrett M107 .50 BMG може уразити ціль на відстані понад 2000 м, але точність становить 2.5 MOA, це значить, що куля може в мішень діаметром 640 мм на відстані 1000 м. Це підходить для стрільби по техніці, але не по живій силі. XM2010 вирішує цю проблему завдяки використанню набою .300 Winchester Magnum куля якого може уразити мішень на відстані 1200 м з точністю 1 MOA, що наполовину більше ніж у M24 - 800 м.
20 вересня 2010 року армія уклала контракт з компанією Remington на суму 28 мільйонів доларів США для переробки 3600 гвинтівок M24. До січня перероблено 250 одиниць.
Армія США передала три гвинтівки XM2010 снайперам в Снайперську школу армії США 18 січня 2011, а з березня 2011 року почали використовувати в бойових зіткненнях в Афганістані. Снайпери в польових умовах вчилися використовувати та обслуговувати нову гвинтівку під час триденного курсу. Після навчання снайпери без проблем влучали по цілям на відстані до 100 метрів. Крім  більш потужного набою, нова оптика покращує здатність гвинтівки швидко наводити зброю на ціль без обрахування дальності.
До середини травня 2011 року всі 250 гвинтівок XM2010 повинні були бути передані у восьми бригадних бойових групах. Ґрунтуючись на результатах і відгуках з військ, у травні 2011 року армія США вирішила замінити всі свої гвинтівки M24, замовивши загалом 2558 гвинтівок M2010. До вересня 2012 року армія прийняла на озброєння понад 1400 систем терміновою заміною техніки. 25 квітня 2014 року було виготовлено 2558 гвинтівку M2010.

### Випробування високоточної вогнепальної зброї
В січні 2014 року армія придбала шість "розумних прицілів", які розробила компанія TrackingPoint, для випробування зі снайперською гвинтівкою M2010. Комп'ютеризовані приціли, вартістю від $22,000 до $27,000, помічають ціль, збирають та компенсують зовнішні фактори, крім того на гвинтівці встановлено спеціальний спусковий гачок, який не дозволяє зробити постріл до того часу поки система не буде впевнена, що куля влучить в ціль. Вони дозволяють гвинтівці з ковзним затвором вражати цілі на відстані 1143 м. Приціли призначені для звичайних бійців (не снайперів) влучати в цілі на великих відстанях, а не заміняти снайперські навички.

### Плани заміни
Армія США планує прийняти на озброєння Barrett Mk22 MRAD (Multi-Role Adaptive Design) в 2021 році для заміни M2010. Цю гвинтівку з ковзним затвором стрілець в польових умовах може переробити її під набої 7,62×51мм НАТО, .300 Norma Magnum та .338 Norma Magnum. З патронником під набій Norma Magnum, Mk22 може стріляти на відстань 1500 м, що на 300 м більше ніж M2010 Enhanced Sniper Rifle.

## Конструкція

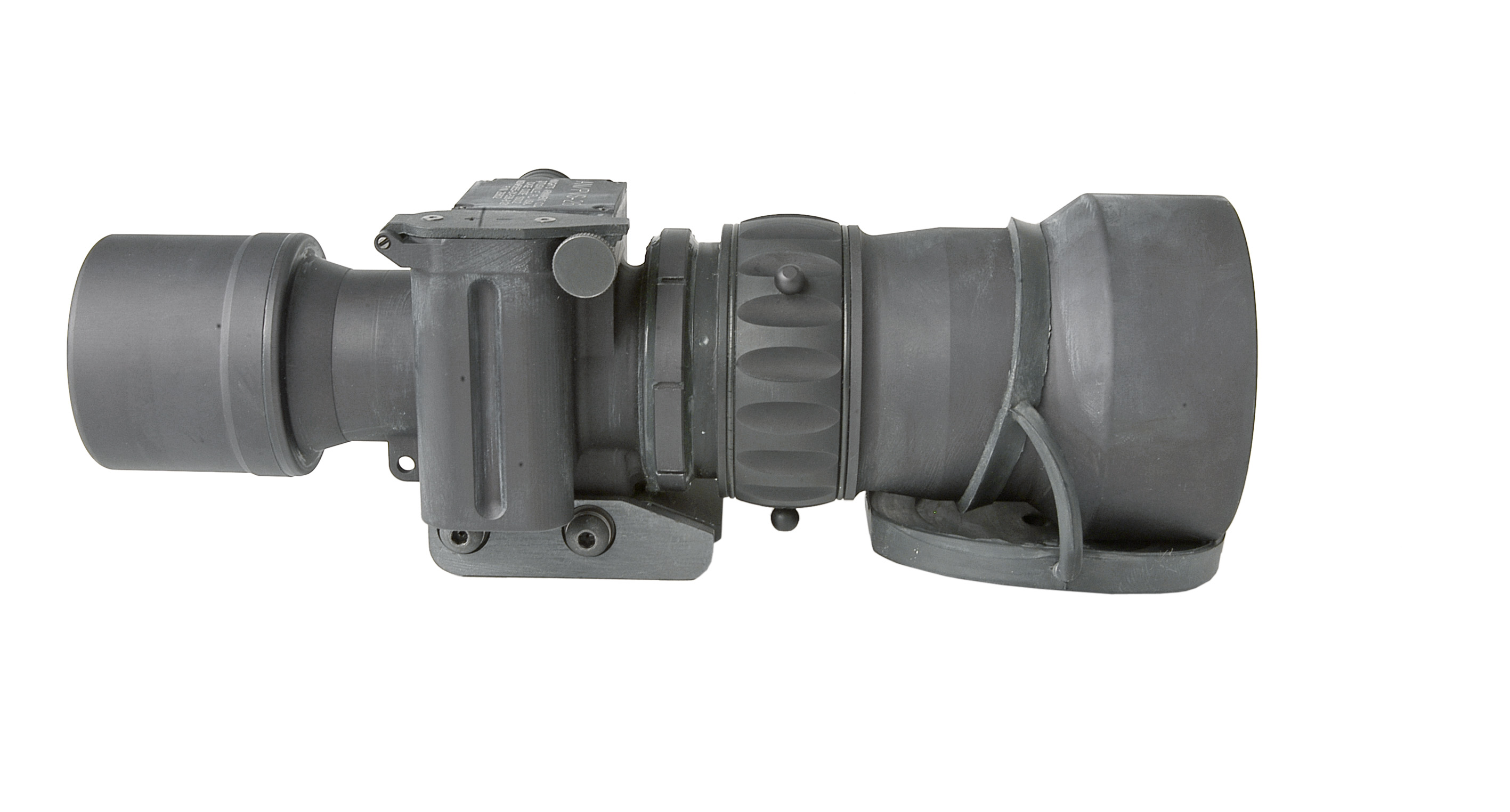
Нічний снайперський приціл AN/PVS-30

Перелік відмінності покращеної снайперської гвинтівки M2010 Enhanced від снайперської системи під набій 7,62×51мм НАТО M24:
- Заряджається набоєм .300 Winchester Magnum.
- Довжина ствола 610 мм, крок нарізів 1 на 254 мм (використано нарізку Obermeyer 5-R). Ствол кований, вільний, плаваючий.
- Оснащений новим вузлом шасі (прикладом), який максимально збільшує кількість фізичних регулювань для снайпера, щоб забезпечити краще індивідуальне налаштування. Шасі має приклад, який складається вправо, що дозволяє зменшити довжину зброї для легшого транспортування та кращого прихованого пересування, а також забезпечує монтування аксесуарів завдяки знімній рейці Пікатінні Mil Std 1913 та кабелів, що прокладені каналами.
- Має п'ятизарядний знімний коробчастий магазин.
- Має швидкознімний глушник розробки Advanced Armament Corporation (AAC) з дуловим гальмом для зменшення відбою та підкидання, а також для зменшення аудіо та видимої сигнатури, а завдяки термокожуху зменшення теплових ефектів від гарячого глушника.[17] 254 мм Titan-QD Fast-Attach глушник зменшує на 98 відсотків дуловий спалах, на 60 відсотків відбій та зменшує на звук на 32 децибели.[11]
- Має оптичний приціл Leupold Mark 4 6,5–20×50мм ER/T M5A2 Front Focal зі змінною потужністю з трубкою діаметром 34 мм, першою фокальною площиною з прицільною сіткою для оцінки відстані Horus Vision  H-58 та компенсацією падіння кулі,[18][19] з нічними снайперськими прицілами AN/PVS-29 або AN/PVS-30.[20][21]
- Застосування сучасного антикорозійного покриття по всій системі.

Відповідно до Remington Arms кожну гвинтівку тестують, щоб вона задовольняла вимозі стріляти ≤ 1 moa/0.3 mil перед передачею замовнику.

### Боєприпаси

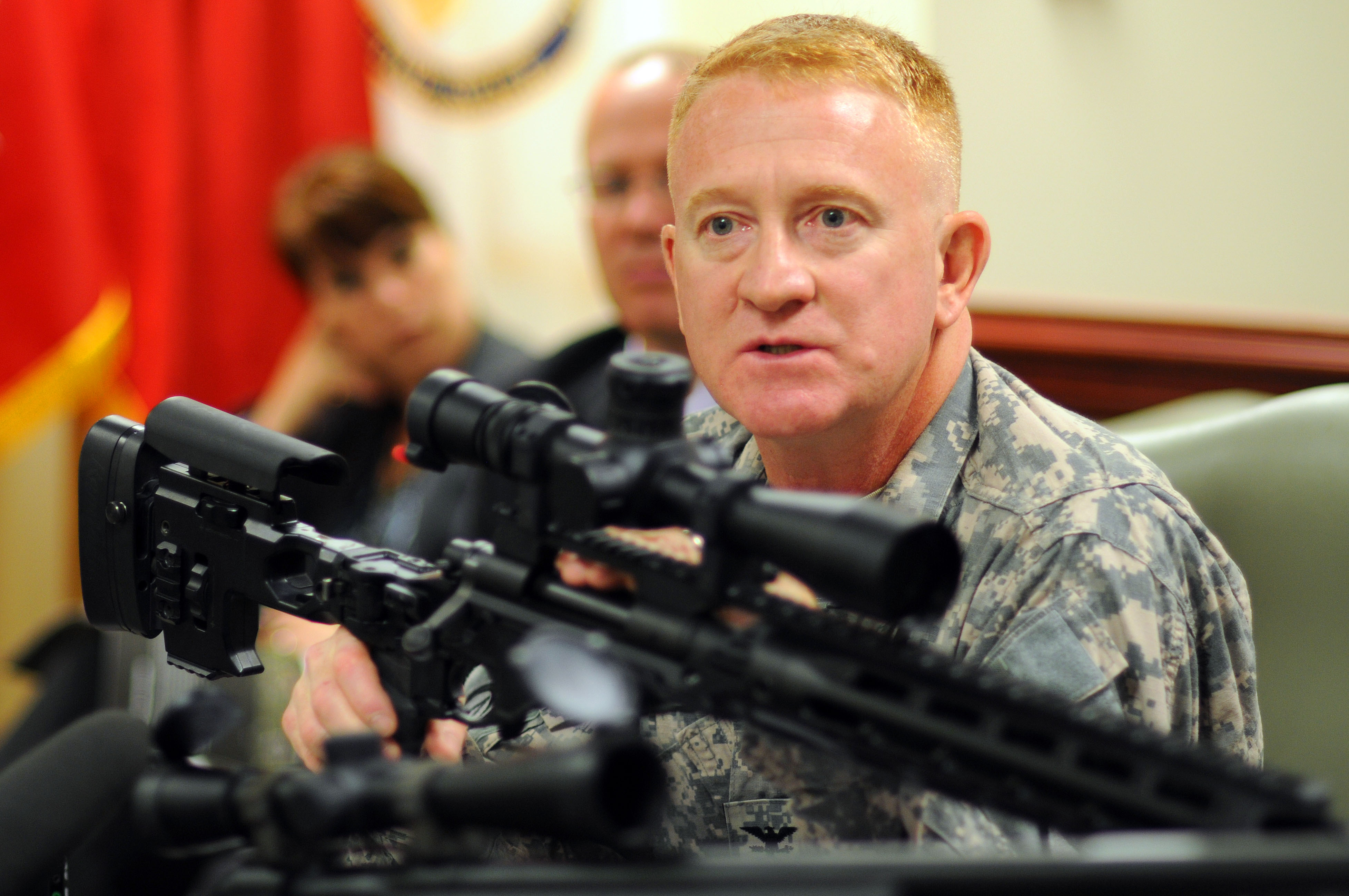
Керівник проекту нової зброї армії США полковник Дуглас Таміліо з XM2010 у 2010 році

В 2009 році уряд США замовив MK 248 MOD 1 .300 Winchester Magnum матчеві набої для використання в снайперських гвинтівках під набій .300 Winchester Magnum таких як Mk13 SWS або перероблені M24 SWS. Ці набої були розроблені, як .300 Winchester Magnum Match Product Improvement (PIP) і мали кулю з низьким лобовим супротивом вагою 14,26 г Sierra MatchKing Hollow Point Boat Tail (HPBT), яка мала номінальну дулову швидкість 869 м/с ± 15,2 м/с. Згідно з ВМС США цей набій повинен збільшити максимальну ефективну дальність снайперських систем під набій .300 Winchester Magnum до 1370 м, зменшити вплив вітру на кулі під час польоту та зменшений дуловий спалах, при цьому температура заряду повинна бути стабільною в діапазоні робочих температур від -32 °C до 74 °C. За даними JBM Ballistics, використовуючи балістичний коефіцієнт 0.310 G7, наданий Браяном Літцем, та аналіз Weapon Employment Zone (WEZ) гвинтівки XM2010 з різними зарядами набою .300 Winchester Magnum, які зробив Браян Літц, MK 248 MOD 1 набій .300 Winchester Magnum, при пострілі має номінальну дулову швидкість 869 м/с, повинен мати надзвукову швидкість в діапазоні від 1286 до 1289 м за умовами міжнародної стандартної атмосфери над рівнем моря (щільність повітря ρ = 1.225 кг/м3).
У січні 2014 року в щорічному звіті про випробування Міністерства оборони США було виявлено, що старіші службові набої A191 або MK 248 Mod 0 .300 Winchester Magnum споряджені аеродинамічно менш ефективними кулями Sierra MatchKing Hollow Point Boat Tail (HPBT) вагою 12,32 г (0.270 G7 балістичний коефіцієнт, наданий Брайаном Літцем) при стрільбі з XM2010, продемонстрували адекватні характеристики та смертоносність. У березні 2013 року було проведено бойові випробування проти балістичного желатину, бар’єрів з легкого матеріалу та інших цілей, щоб визначити здатність кулі пробивати цілі. Це був перший випадок, коли директор відділу оперативних випробувань та оцінки (DOT&E) Пентагону випробував кулі, які можуть вражати цілі на відстані до 1200 м.

## Цивільне використання
В березні 2015 року Remington Defense оголосила, що почне продавати частину своїх продуктів для продажу на цивільному ринку. Одним з цих продуктів є снайперська гвинтівка M2010.

## Галерея

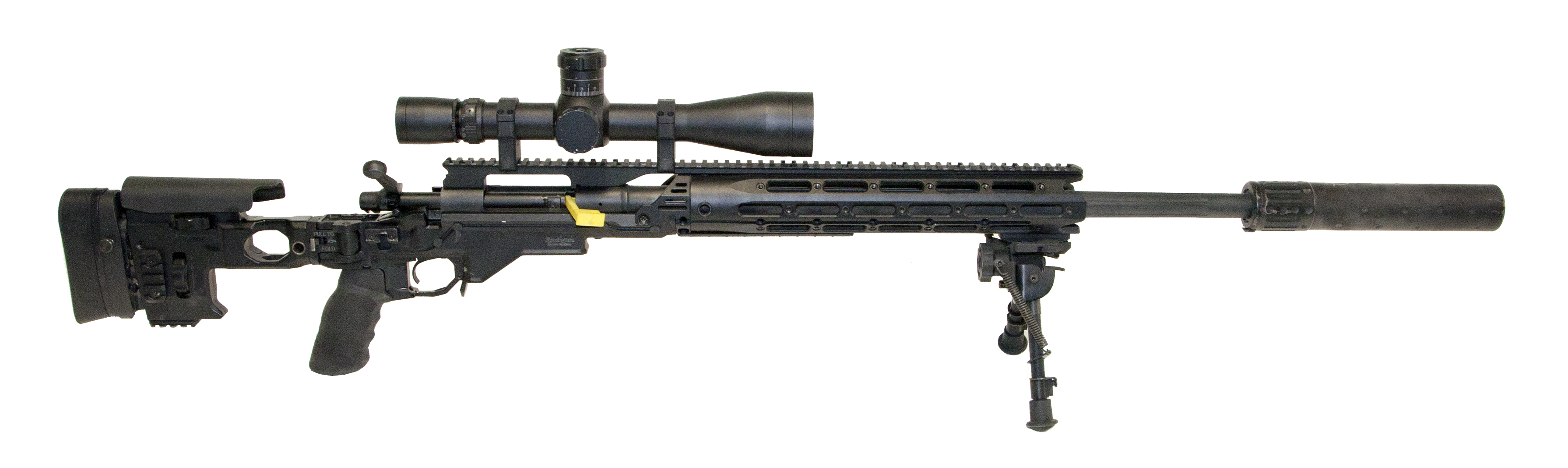
Вид M2010 з правого боку.
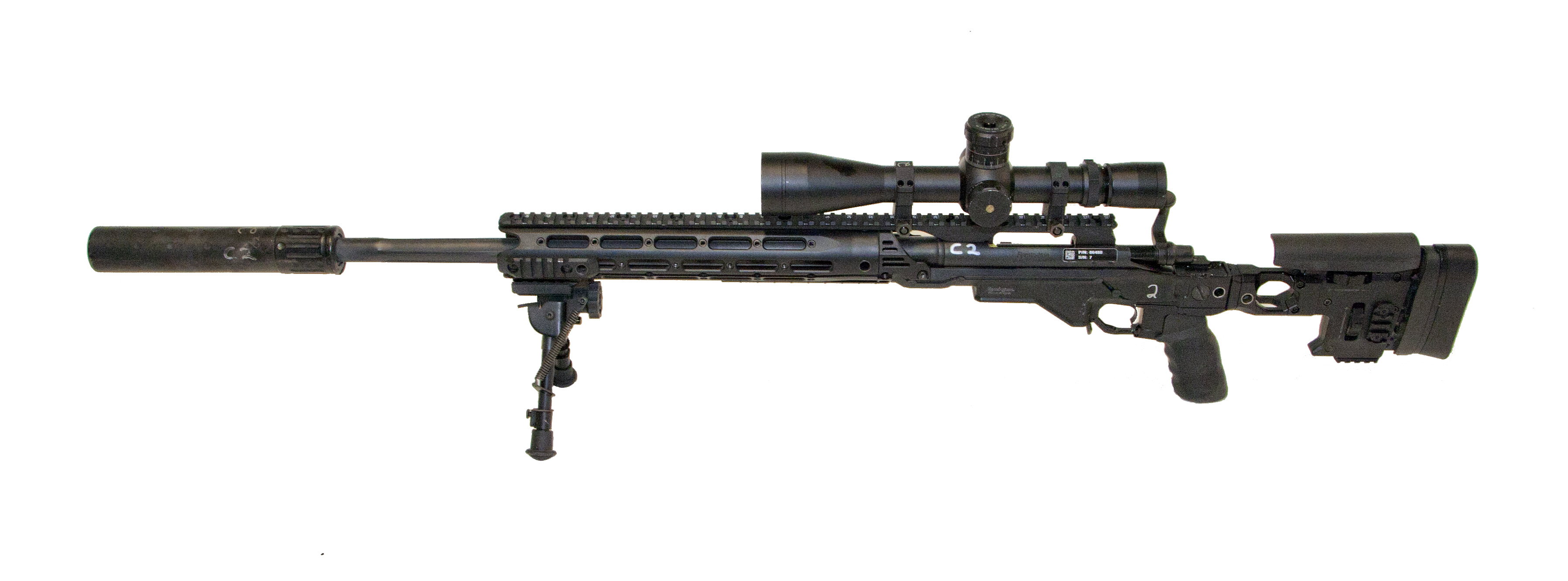
Вид M2010 з лівого боку.
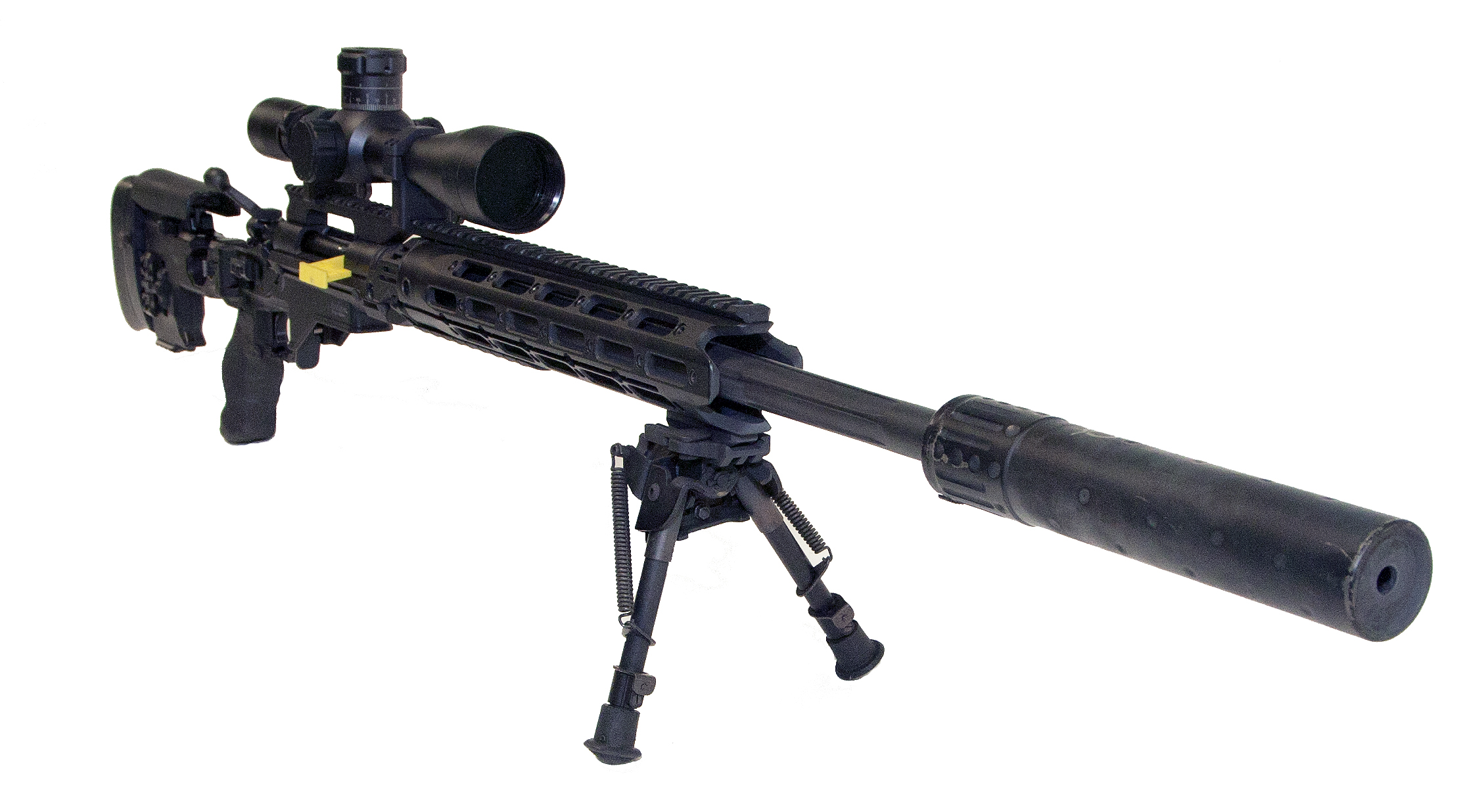
Вид M2010 спереду з правого боку.
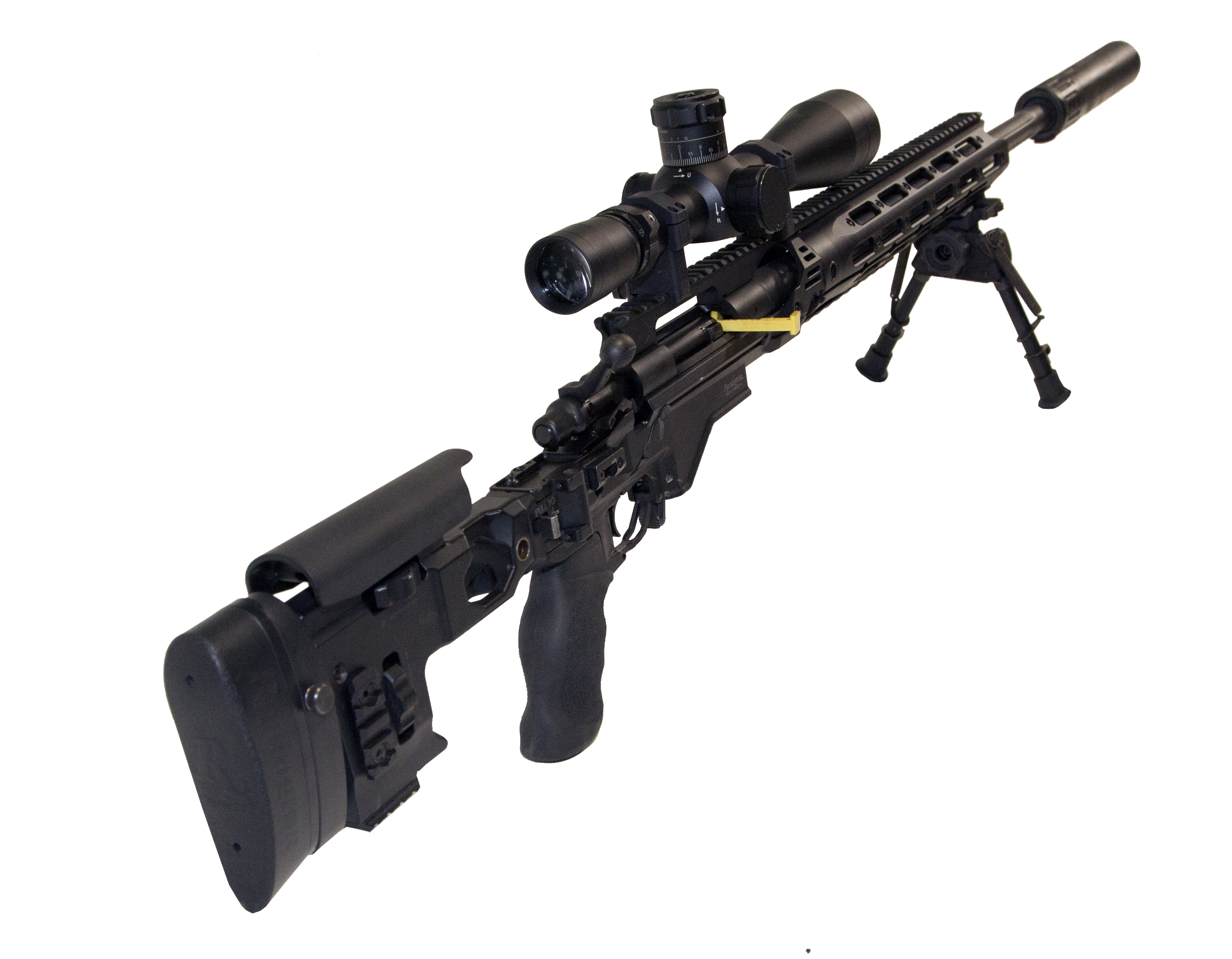
Вид M2010 ззаду з правого боку.
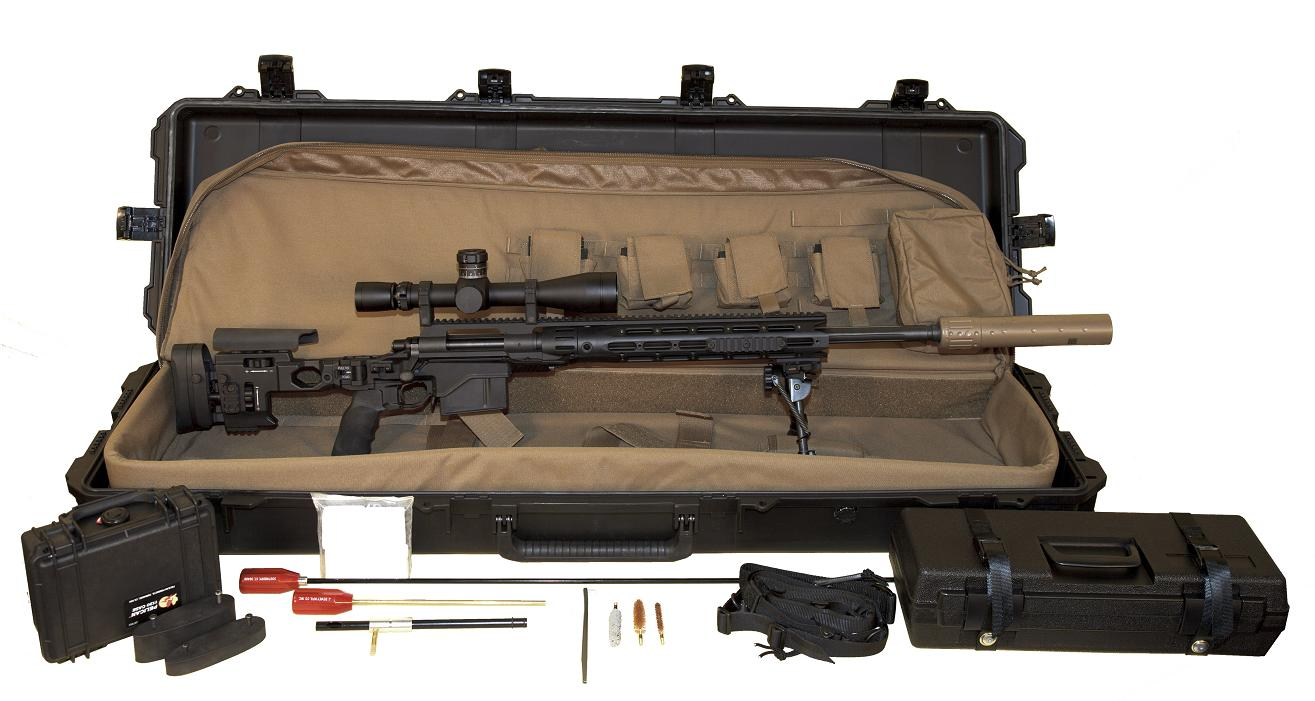
Гвинтівка з кейсом і комплектом для обслуговування.
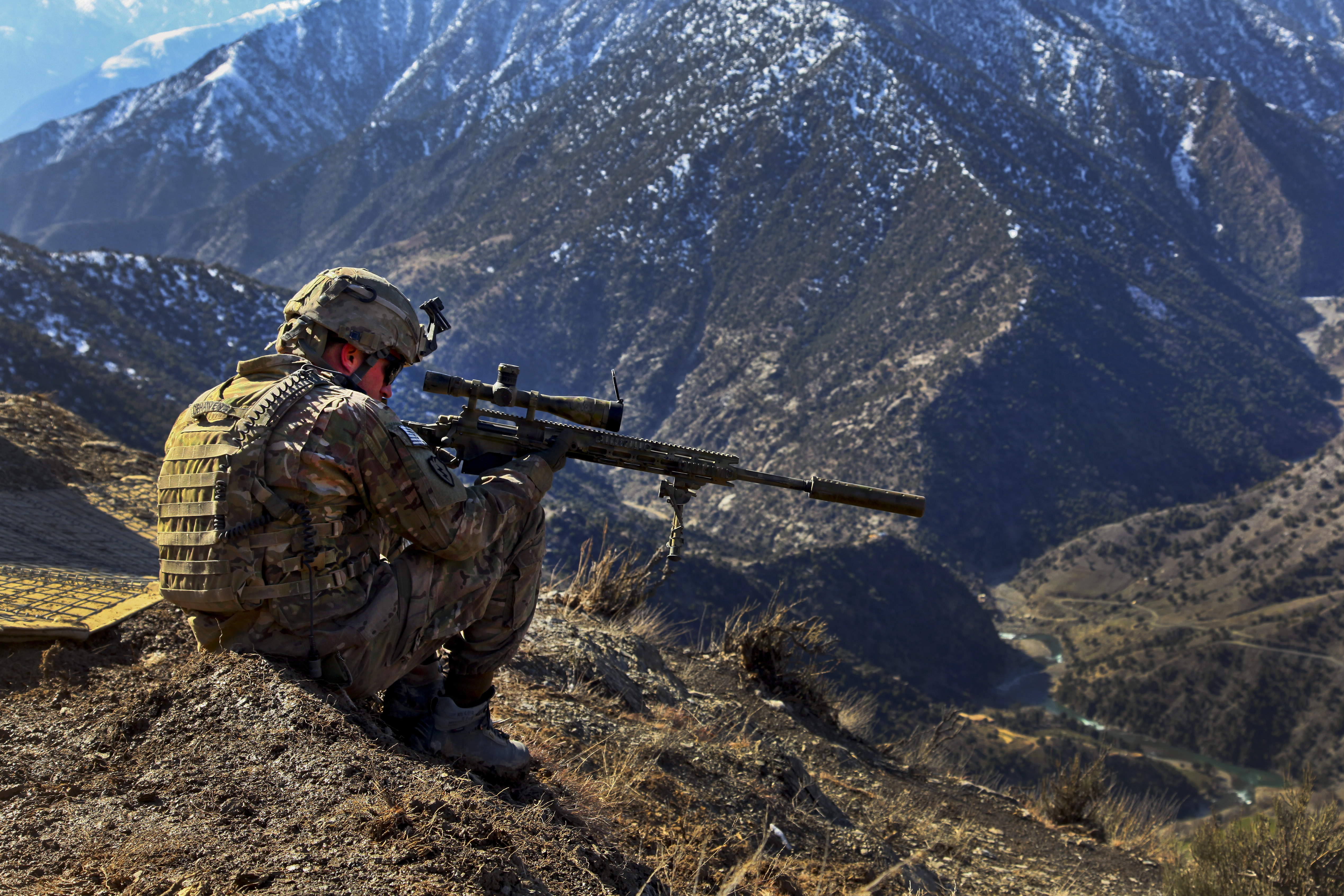
На службі в армії США в Афганістані, лютий 2012 року.
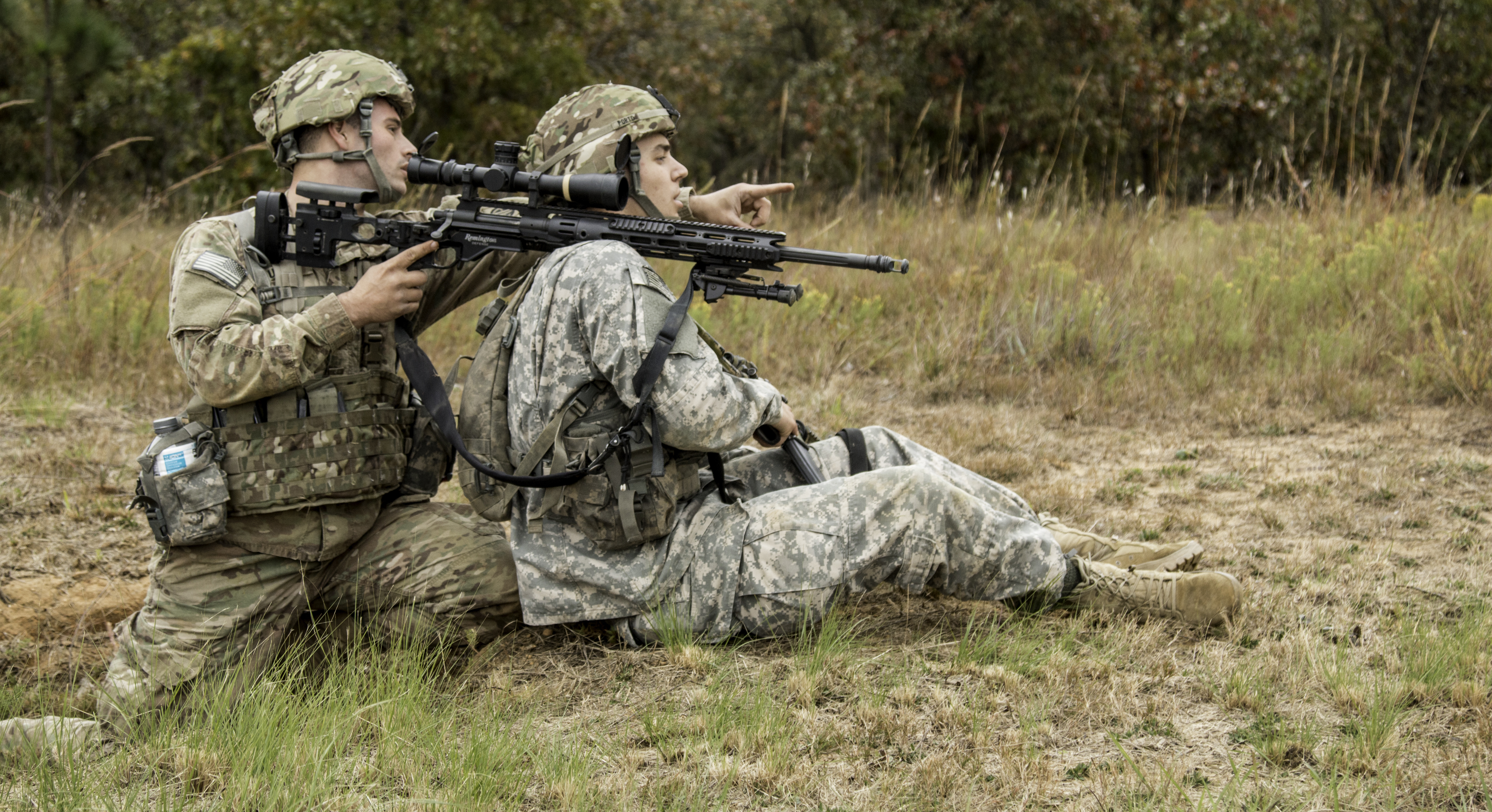
Команда снайперів США тренується з M2010 без глушника, жовтень 2015 року.

## Користувачі
- Колумбія: Сили спеціального призначення Колумбії[31]
- США: Армія США,[5] в тому числі Сили спеціальних операцій армії США 7-ма група ССО армії США
- Філіппіни: Командування спеціальних операцій збройних сил Філіппін